# Сухий Жихор
Сухи́й Жихор — річка в Харкові. Ліва притока Лопані.

## Течія
Довжина близько 7 км. Бере початок у Харкові біля  селища Герцена, протікає в однойменній балці «Сухий Жихор» під проспектом Гагаріна зі сходу на захід через такі історичні райони Харкова: сел. Герцена, Дружба, Основа (нова), Кабиштівка, Диканівка.
На Диканівці впадає (через підземну трубу під територією Диканівської чоловічої виправної колонії) в ліву притоку Лопані річку Артемівку вище Новожанівської греблі, навпроти Мирського гаю (Скурідіна дача) в Новожановому.

## Гідрографічні об'єкти
- Озеро Кар'єр на проспекті Гагаріна.
- колишнє Кабиштове озеро (зараз болото) на Кабиштовой дачі. Має кілька струмків-приток.

## Інші об'єкти

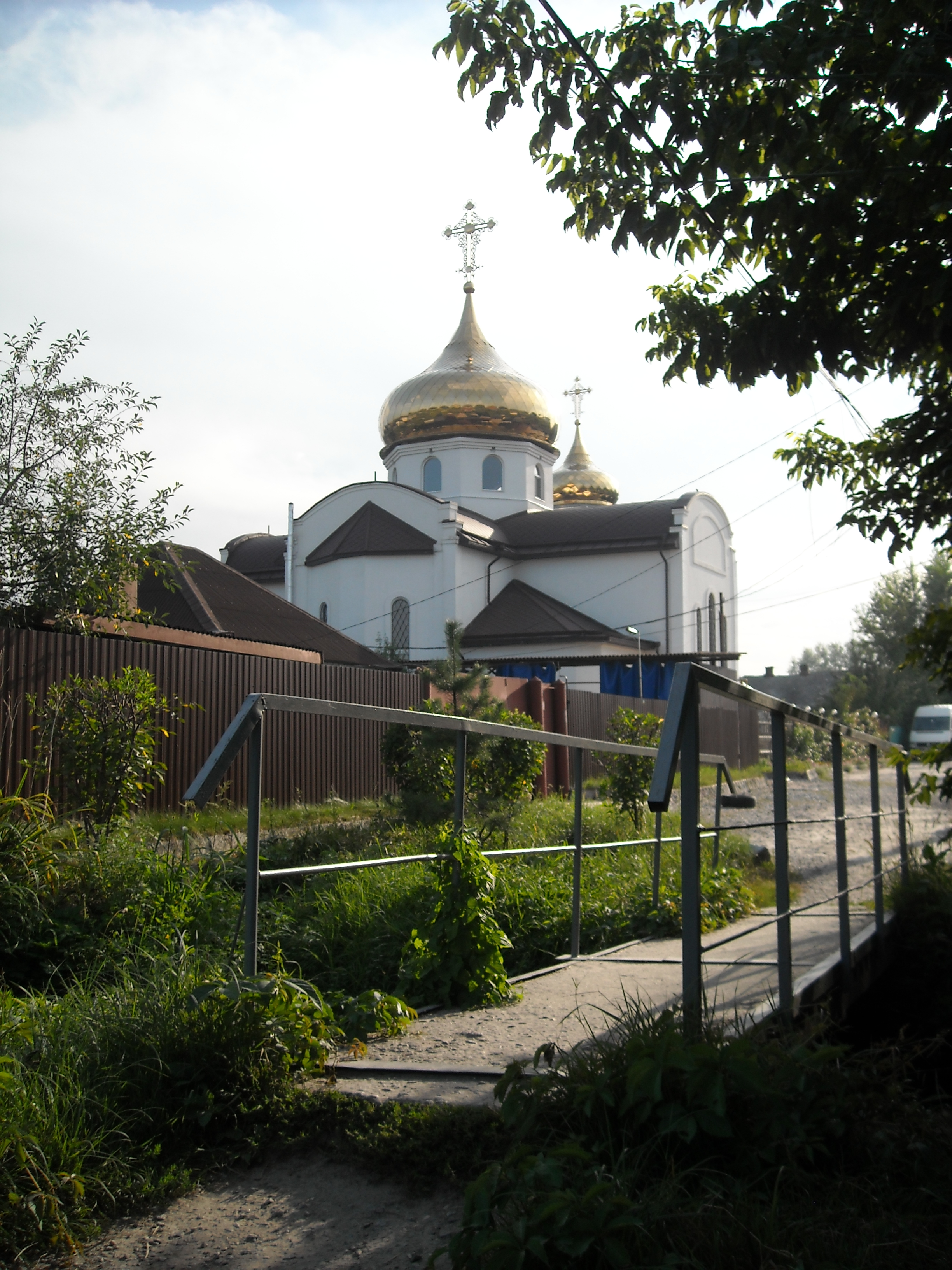
Місток через р. Сухий Жихор. Біля Свято-Покровського храму, вул. Зелена, Основа, Харків

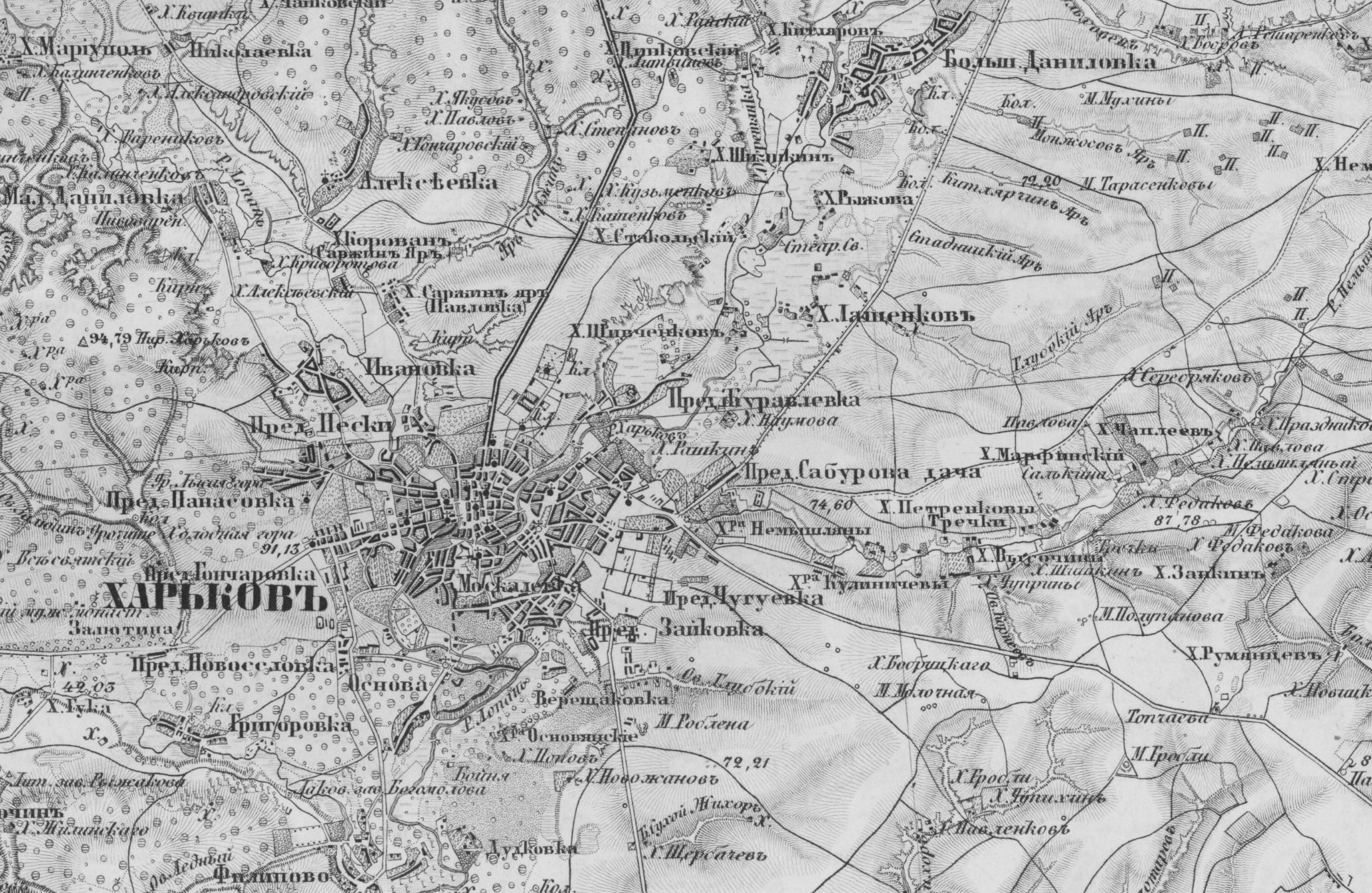
Мапа Харкова та околиць 1863 року. На півдні вказана річка Сухий Жихор яка протікає поруч з хутором Щербачевим.

- Мотель Дружба (відкритий в 1957 (?) році);
- Колишнє садівництво Кабештова;
- Диканівська виправна колонія № 12;
- Свято-Покровський храм, вул. Зелена,18, Основа, Харків.